# Serravallien
| Systeem Periode                          | Serie Tijdvak | Etage Tijdsnede | Ouderdom (Ma) |
| ---------------------------------------- | ------------- | --------------- | ------------- |
| Kwartair                                 | Pleistoceen   | Gelasien        | jonger        |
| Neogeen                                  | Plioceen      | Piacenzien      | 2,58–3,600    |
| Neogeen                                  | Plioceen      | Zanclien        | 3,600–5,333   |
| Neogeen                                  | Mioceen       | Messinien       | 5,333–7,246   |
| Neogeen                                  | Mioceen       | Tortonien       | 7,246–11,62   |
| Neogeen                                  | Mioceen       | Serravallien    | 11,62–13,82   |
| Neogeen                                  | Mioceen       | Langhien        | 13,82–15,97   |
| Neogeen                                  | Mioceen       | Burdigalien     | 15,97–20,44   |
| Neogeen                                  | Mioceen       | Aquitanien      | 20,44–23,03   |
| Paleogeen                                | Oligoceen     | Chattien        | ouder         |
| Indeling van het Neogeen volgens de ICS. |               |                 |               |

Het Serravallien (Vlaanderen: Serravalliaan) is in de geologische tijdschaal een tijdsnede (of etage) in het Mioceen, dat duurde van 13,82 tot 11,62 Ma. Het volgt op het Langhien en na het Serravallien komt het Tortonien.

## Naamgeving en definitie
Het Serravallien werd in 1864 ingevoerd in de literatuur door de Italiaanse geoloog Lorenzo Pareto. De etage is genoemd naar het dorpje Serravalle Scrivia in Piëmont. Een golden spike voor de etage was in 2007 nog niet vastgelegd.
De basis van het Serravallien wordt gedefinieerd door het vroegste voorkomen van de nannoplankton-soort Sphenolithus heteromorphus en ligt binnen de magnetische chronozone C5ABr. De top (de basis van het Tortonien) ligt bij de laatste voorkomens van nannoplankton-soort Discoaster kugleri en de planktonische foraminifeer Globigerinoides subquadratus en wordt ook geassocieerd met de korte normaal-polaire magnetische sub-chronozone C5r.2n.